# Herb Põltsamaa

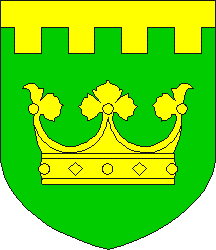

Herb Põltsamaa przedstawia na złotej (żółtej) tarczy herbowej, kształtu francuskiego średniowiecznego, zielone mury miejskie o pięciu blankach (w tym dwa skrajne są ucięte w połowie) z umieszczoną na tle murów złotą koroną.
Herb w obecnej formie obowiązuje od 5 września 1997 roku.